# Fussballclub Red Bull Salzburg 2011-2012
Questa voce raccoglie le informazioni riguardanti il Fussballclub Red Bull Salzburg nelle competizioni ufficiali della stagione 2011-2012.

## Organigramma societario

### Staff tecnico
| Allenatore:            | Ricardo Moniz    |
| Allenatore in seconda: | Niko Kovač       |
| Allenatore portieri:   | Herbert Ilsanker |
| Preparatore atletico:  | Walter Gfrerer   |

## Rosa[1]
| N. |                        | Ruolo | Calciatore            |
| -- | ---------------------- | ----- | --------------------- |
| 1  | Svezia (bandiera)      | P     | Eddie Gustafsson      |
| 3  | Brasile (bandiera)     | D     | Douglas da Silva      |
| 4  | Paesi Bassi (bandiera) | C     | David Mendes da Silva |
| 5  | Austria (bandiera)     | D     | Christopher Dibon     |
| 6  | Svizzera (bandiera)    | D     | Christian Schwegler   |
| 8  | Austria (bandiera)     | D     | Florian Klein         |
| 9  | Austria (bandiera)     | A     | Stefan Maierhofer     |
| 10 | Brasile (bandiera)     | C     | Cristian              |
| 13 | Austria (bandiera)     | C     | Stefan Ilsanker       |
| 14 | Norvegia (bandiera)    | C     | Valon Berisha         |
| 15 | Austria (bandiera)     | D     | Franz Schiemer        |
| 16 | Norvegia (bandiera)    | A     | Håvard Nielsen        |
| 17 | Austria (bandiera)     | D     | Andreas Ulmer         |
| 18 | Slovacchia (bandiera)  | C     | Dušan Švento          |
| 20 | Germania (bandiera)    | P     | Niclas Heimann        |

| N. |                     | Ruolo | Calciatore         |
| -- | ------------------- | ----- | ------------------ |
| 22 | Austria (bandiera)  | C     | Stefan Hierländer  |
| 23 | Uganda (bandiera)   | D     | Ibrahim Sekagya    |
| 24 | Austria (bandiera)  | C     | Christoph Leitgeb  |
| 26 | Spagna (bandiera)   | C     | Jonathan Soriano   |
| 27 | Brasile (bandiera)  | A     | Alan de Carvalho   |
| 29 | Brasile (bandiera)  | D     | Rodnei             |
| 31 | Nigeria (bandiera)  | A     | Bright Edomwonyi   |
| 33 | Germania (bandiera) | P     | Alexander Walke    |
| 36 | Austria (bandiera)  | D     | Martin Hinteregger |
| 37 | Austria (bandiera)  | C     | Valentino Lazaro   |
| 39 | Austria (bandiera)  | C     | Georg Teigl        |
| 40 | Senegal (bandiera)  | C     | Sadio Mané         |
| 43 | Uruguay (bandiera)  | A     | Joaquín Boghossian |
| 44 | Slovenia (bandiera) | C     | Kevin Kampl        |
| 45 | Ghana (bandiera)    | D     | Isaac Vorsah       |